# André Diligent
Pour les articles homonymes, voir Diligent.
André Diligent, né le 10 mai 1919 à Roubaix (Nord) et décédé à Villeneuve-d'Ascq (Nord) le 3 février 2002, est un avocat et homme politique français.

## Biographie

### Famille
André Diligent est le fils de Victor Diligent (1881-1931), avocat et docteur en droit, grande figure du Sillon dans le Nord et animateur de la fédération PDP et d'Adrienne Henriette Marie Rossel (1887-1981). Il est issu d'une famille profondément catholique. Filleul de Marc Sangnier, fondateur du Sillon, André Diligent fait ses études au collège Notre-Dame-des-Victoires de Roubaix avant d'entrer, en 1937, à la faculté libre de droit de Lille. Avocat de profession, il entame une carrière politique au lendemain de la Seconde Guerre mondiale. 
Il est mobilisé lors de la Seconde Guerre mondiale, et est affecté à Marrakech, où il termine ses études de droit. Il rentre en novembre 1942 en France où il devient secrétaire d'un syndicat de confectionneurs, entre dans la Résistance, et est choisi comme commissaire régional adjoint à la Libération chargé de Radio-Lille. Il épouse Danièle Marie Michelle Lesaffre (1922-1970) et aura une fille, Anne Geneviève Marie (1951-2006).

### Carrière professionnelle
En 1975, il devient actionnaire du groupe Nord-Éclair-éditions, éditeur du quotidien régional Nord Éclair puis président de son conseil d'administration de 1979 à 1989. Il est aussi avocat à Roubaix et assurera notamment la défense de Mamadou Ndiaye, chiropracteur accusé par l'ordre des médecins.

## Carrière politique

### Conseiller municipal de Roubaix
D'abord élu conseiller municipal en 1947, il devient député MRP en 1958. Il est battu aux législatives de 1962 mais est élu sénateur en 1965. En 1974, il est élu conseiller régional et, en 1979, député européen. Il est nommé adjoint par le maire Victor Provo de 1949 à 1954 et de 1965 à 1977. Il se présente aux élections municipales françaises de 1977 mais est battu.

### Maire de Roubaix
Il devient maire de Roubaix en 1983, fonction qu'il abandonne en 1994 pour raisons de santé.
En 1989, Salem Kacet rentre comme adjoint à la santé sous son mandat.
Vice-président du Centre démocrate en 1973 puis du Centre des démocrates sociaux en 1974, il a été secrétaire général de ce parti de 1977 à 1983. Il est un des mentors de François Bayrou.

## Mandat
- 12 septembre 1958 - 13 septembre 1962 : député du Nord
- 26 septembre 1965 - 21 septembre 1974 : sénateur (Nord)
- 2 septembre 1979 - 7 septembre 1984 : député à l'Assemblée des Communautés européennes
- 14 mars 1983 - 27 juin 1994 : maire de Roubaix (Nord)
- 26 septembre 1983 - 21 septembre 2001 : sénateur (Nord)
- 2 octobre 1990 - 27 juin 1994 : membre du Haut Conseil à l'intégration

## Travail parlementaire
Au Sénat, il vote la loi Neuwirth en 1967 pour faciliter la contraception. Il s'abstient en 1972 lors du vote sur la loi portant création et organisation des régions. En 1973, il donne sa voix à la loi Royer sur la préservation de l'artisanat et du petit commerce. En 1974, il soutient l'abaissement de l'âge de la majorité à 18 ans. En 1988, il est favorable à l'institution du revenu minimum d'insertion. Il vote la réforme de la Constitution en vue de l'adoption du traité de Maastricht en 1992, et la réforme des retraites et de la protection sociale en 1993. Alors que la gauche est revenue au pouvoir, il s'oppose à la réforme des 35 heures mais est favorable au Pacte civil de solidarité. Il s'abstient lors du vote de la loi constitutionnelle relative à l'égalité entre les femmes et les hommes en 1999.

## Hommages
Le 5 février 2016, une journée hommage lui est consacrée.
À Roubaix, La Piscine porte officiellement le nom de musée d'art et d'industrie André-Diligent.

## Surnom
On le surnommait amicalement le candide du Sénat pour la défense de ses idéaux.

## Publications
- Un cheminot sans importance par André Diligent, Éditeur : France-Empire.
- Les Défis du futur par André Diligent, Éditeur : Fayard.
- La charrue et l'étoile par André Diligent, Éditeur : Coprur.